# Václav Prospal
Václav Prospal (* 17. února 1975 České Budějovice) je český trenér ledního hokeje a bývalý hokejový útočník. Většinu své hráčské kariéry odehrál v NHL. V roce 2023 se stal asistentem trenéra amerického klubu Rochester Americans.

## Klubová kariéra
S hokejem začínal v mládežnických a juniorských výběrech Českých Budějovic. V sezoně 1993/1994 se přesunul do zámoří a hrál za tým AHL Hershey Bears. Byl draftován roku 1993 týmem Philadelphia Flyers ve třetím kole jako 71. volba celkově. Do prvního týmu Philadelphia Flyers se probojoval v sezóně 1996/1997. O rok později měnil dres, přestoupil do týmu Ottawa Senators. Přes krátké působení v týmu Florida Panthers zakotvil v týmu Tampa Bay Lightning, ve kterém hrál až do roku 2009 s výjimkou sezóny 2003/2004, kdy hrál za Anaheim Mighty Ducks. Během výluky NHL hrál za prvoligové HC České Budějovice, kde v 39 zápasech nasbíral rekordních 88 bodů za 28 gólů a 60 asistencí. Před začátkem sezóny 2009/2010 přestoupil do New York Rangers. Dne 26. prosince 2009, kdy Rangers hostili v Madison Square Garden městského rivala Islanders, si přivodil trhlinu v menisku a následně se podrobil artroskopii kolena. Již v lednu se znovu vrátil do sestavy svého týmu. Po sezoně, v níž odehrál 75 zápasů a zaznamenal 58 bodů za 20 gólů a 38 asistencí, se stal volným hráčem a v červenci podepsal s Rangers novou roční smlouvu na 2,1 milionu dolarů. Nadále ho však trápily bolesti operovaného pravého kolene, omluvil se z dubnového Mistrovství světa, zmeškal všechny přípravné zápasy svého týmu, nakonec se v polovině října podrobil chirurgickému zákroku a rekonvalescence se z předpokládaných šesti až osmi týdnů protáhla na více než tři měsíce. Musel tak vynechat prvních 53 zápasů základní části sezóny 2010/2011, po uzdravení stihl odehrát 29 zápasů v základní části, ve kterých nasbíral 23 bodů (9+14) a pět utkání přidal také v playoff, kde vstřelil jednu branku. Pro sezónu 2011/12 podepsal jednoletou smlouvu na 1,75 milionu dolarů v týmu Columbus Blue Jackets. Před startem sezóny 2013/14 nedostal smlouvu v NHL, v lednu 2014 mu však Vancouver Canucks nabídl zkušební kontrakt na 25 zápasů, během nějž by působil ve farmářském týmu Utica Comets v AHL. Dne 24. ledna 2014 i přes nabídku Vancouveru oznámil konec hokejové kariéry s tím, že „už hokeji jako takovému není schopný dávat sto procent.“ Během 16 sezón v NHL (ve Philadelphii, Ottawě, na Floridě, v Anaheimu, Tampě Bay, Rangers a Columbusu) odehrál 1108 zápasů, nasbíral 756 bodů za 255 gólů a 510 asistencí. V historické tabulce Čechů je na čtvrtém místě, v počtu asistencí třetí.
Dne 11. prosince 2019 odehrál za tým HC David Servis České Budějovice druholigový zápas proti klubu China Golden Dragon. Budějovice vyhrály 7:2, Prospal zaznamenal dvě asistence. Posléze absolvoval i několik dalších zápasů David Servisu, poslední v březnu 2020 v play off.

## Trenérská kariéra
Po skončení hráčské kariéry se začal věnovat trénování. V sezóně 2014/2015 vedl mládežnický tým Tampa Scorpions Bantam AA, v ročníku 2016/2017 trénoval hráče do 16 let v klubu Tampa Scorpions. V letech 2016–2018 byl asistentem trenéra české hokejové reprezentace a mezi lety 2018 a 2021 působil na postu hlavního trenéra v klubu Motor České Budějovice. Po sezóně 2020/2021 svou trenérskou činnost ukončil.
Dne 10. července 2023 se stal asistentem trenéra klubu Rochester Americans v AHL.

## Ocenění a úspěchy
- 1997 AHL - All-Star Game
- 1997 AHL - První All-Star Tým
- 2005 1. ČHL - Nejlepší nahrávač
- 2005 1. ČHL - Nejproduktivnější hráč
- 2005 1. ČHL - Nejlepší hráč v pobytu na ledě (+/-)
- 2005 1. ČHL - Nejlepší střelec v přesilových hrách
- 2005 1. ČHL - Nejlepší střelec v playoff
- 2005 1. ČHL - Nejproduktivnější hráč v playoff
- 2005 Postup s týmem HC České Budějovice do ČHL
- 2005 MS - Vítězný gol
- 2020 Postup s týmem HC České Budějovice do ČHL jako trenér
- 2020 1. ČHL - Nejlepší trenér

## Prvenství

### NHL
- Debut - 5. března 1997 (Philadelphia Flyers proti New Jersey Devils)
- První gól - 8. března 1997 (Pittsburgh Penguins proti Philadelphia Flyers, kanadskému brankáři Ken Wregget)
- První asistence - 11. března 1997 (Buffalo Sabres proti Philadelphia Flyers)
- První hattrick - 23. ledna 2004 (Mighty Ducks of Anaheim proti Minnesota Wild)

### ČHL
- Debut - 28. října 2012 (HC Mountfield proti HC ČSOB Pojišťovna Pardubice)
- První asistence - 28. října 2012 (HC Mountfield proti HC ČSOB Pojišťovna Pardubice)
- První gól - 14. listopadu 2012 (Rytíři Kladno proti HC Mountfield, českému brankáři Jan Chábera)

## Klubová statistika
| Sezóna     | Klub                             | Soutěž     |      | Základní část | Základní část | Základní část | Základní část | Základní část |    | Play off | Play off | Play off | Play off | Play off |
| Sezóna     | Klub                             | Soutěž     | Z    | G             | A             | B             | TM            | Z             | G  | A        | B        | TM       |          |          |
| 1990–91    | TJ Motor České Budějovice dor.   | č. dor.    | 34   | 30            | 34            | 64            |               |               |    |          |          |          |          |          |
| 1991–92    | TJ Motor České Budějovice jun.   | č. jun.    | 36   | 16            | 16            | 32            | 12            |               |    |          |          |          |          |          |
| 1992–93    | TJ Motor České Budějovice jun.   | č. jun.    | 36   | 26            | 31            | 57            | 24            |               |    |          |          |          |          |          |
| 1993–94    | Hershey Bears                    | AHL        | 55   | 14            | 21            | 35            | 38            | 2             | 0  | 0        | 0        | 2        |          |          |
| 1994–95    | Hershey Bears                    | AHL        | 69   | 13            | 32            | 45            | 36            | 2             | 1  | 0        | 1        | 4        |          |          |
| 1995–96    | Hershey Bears                    | AHL        | 68   | 15            | 36            | 51            | 59            | 5             | 2  | 4        | 6        | 2        |          |          |
| 1996–97    | Philadelphia Phantoms            | AHL        | 63   | 32            | 63            | 95            | 70            | —             | —  | —        | —        | —        |          |          |
| 1996–97    | Philadelphia Flyers              | NHL        | 18   | 5             | 10            | 15            | 4             | 5             | 1  | 3        | 4        | 4        |          |          |
| 1997–98    | Philadelphia Flyers              | NHL        | 41   | 5             | 13            | 18            | 17            | —             | —  | —        | —        | —        |          |          |
| 1997–98    | Ottawa Senators                  | NHL        | 15   | 1             | 6             | 7             | 4             | 6             | 0  | 0        | 0        | 0        |          |          |
| 1998–99    | Ottawa Senators                  | NHL        | 79   | 10            | 26            | 36            | 58            | 4             | 0  | 0        | 0        | 0        |          |          |
| 1999–00    | Ottawa Senators                  | NHL        | 79   | 22            | 33            | 55            | 40            | 6             | 0  | 4        | 4        | 4        |          |          |
| 2000–01    | Ottawa Senators                  | NHL        | 40   | 1             | 12            | 13            | 12            | —             | —  | —        | —        | —        |          |          |
| 2000–01    | Florida Panthers                 | NHL        | 34   | 4             | 12            | 16            | 10            | —             | —  | —        | —        | —        |          |          |
| 2001–02    | Tampa Bay Lightning              | NHL        | 81   | 18            | 37            | 55            | 38            | —             | —  | —        | —        | —        |          |          |
| 2002–03    | Tampa Bay Lightning              | NHL        | 80   | 22            | 57            | 79            | 53            | 11            | 4  | 2        | 6        | 8        |          |          |
| 2003–04    | Mighty Ducks of Anaheim          | NHL        | 82   | 19            | 35            | 54            | 54            | —             | —  | —        | —        | —        |          |          |
| 2004-05    | HC České Budějovice              | 1. ČHL     | 39   | 28            | 60            | 88            | 82            | 11            | 11 | 8        | 19       | 24       |          |          |
| 2005–06    | Tampa Bay Lightning              | NHL        | 81   | 25            | 55            | 80            | 50            | 5             | 0  | 2        | 2        | 0        |          |          |
| 2006–07    | Tampa Bay Lightning              | NHL        | 82   | 14            | 41            | 55            | 36            | 6             | 1  | 4        | 5        | 4        |          |          |
| 2007–08    | Tampa Bay Lightning              | NHL        | 62   | 29            | 28            | 57            | 31            | —             | —  | —        | —        | —        |          |          |
| 2007–08    | Philadelphia Flyers              | NHL        | 18   | 4             | 10            | 14            | 6             | 17            | 3  | 10       | 13       | 6        |          |          |
| 2008–09    | Tampa Bay Lightning              | NHL        | 82   | 19            | 26            | 45            | 52            | —             | —  | —        | —        | —        |          |          |
| 2009–10    | New York Rangers                 | NHL        | 75   | 20            | 38            | 58            | 32            | —             | —  | —        | —        | —        |          |          |
| 2010–11    | New York Rangers                 | NHL        | 29   | 9             | 14            | 23            | 8             | 5             | 1  | 0        | 1        | 0        |          |          |
| 2011–12    | Columbus Blue Jackets            | NHL        | 82   | 16            | 39            | 55            | 36            | —             | —  | —        | —        | —        |          |          |
| 2012–13    | HC Mountfield                    | ELH        | 19   | 9             | 14            | 23            | 46            | —             | —  | —        | —        | —        |          |          |
| 2012–13    | Columbus Blue Jackets            | NHL        | 48   | 12            | 18            | 30            | 32            | —             | —  | —        | —        | —        |          |          |
| 2019–20    | HC David Servis České Budějovice | 2. ČHL     | 4    | 1             | 6             | 7             | 2             | 1             | 1  | 1        | 2        | 0        |          |          |
| NHL celkem | NHL celkem                       | NHL celkem | 1108 | 255           | 510           | 765           | 581           | 65            | 10 | 25       | 35       | 26       |          |          |

## Reprezentace
Premiéra v reprezentaci: 9. dubna 2000 Česko - Norsko (Petrohrad).
| Rok                       | Tým                       | Soutěž                    | Z  | G  | A  | B  | TM |
| ------------------------- | ------------------------- | ------------------------- | -- | -- | -- | -- | -- |
| 1993                      | Česko 18                  | MEJ                       | 6  | 4  | 7  | 11 | 2  |
| 1994                      | Česko 20                  | MSJ                       | 7  | 1  | 1  | 2  | 16 |
| 1995                      | Česko 20                  | MSJ                       | 7  | 3  | 7  | 10 | 2  |
| 2000                      | Česko                     | MS                        | 9  | 3  | 4  | 7  | 8  |
| 2004                      | Česko                     | MS                        | 7  | 3  | 4  | 7  | 2  |
| 2004                      | Česko                     | MS                        | 4  | 1  | 3  | 4  | 0  |
| 2005                      | Česko                     | MS                        | 9  | 2  | 6  | 8  | 4  |
| 2006                      | Česko                     | OH                        | 8  | 4  | 2  | 6  | 2  |
| Juniorská kariéra celkově | Juniorská kariéra celkově | Juniorská kariéra celkově | 20 | 8  | 15 | 23 | 20 |
| Seniorská kariéra celkově | Seniorská kariéra celkově | Seniorská kariéra celkově | 37 | 13 | 19 | 32 | 16 |